# 南總里見八犬傳
《南總里見八犬傳》（日语：／ Nansōsatomi hakkenden），常被簡稱為《八犬傳》，是一套19世紀時的日本讀本（一種類似中文領域中白話小說的作品型式），由日本戲作家曲亭馬琴（瀧澤馬琴）撰著，是江戶時代戲作文學的代表作。由於這套作品的廣受歡迎與高知名度，後世有不少以這套讀本為基礎進行改編、衍生的文字作品，以及改編電影、電視連續劇、漫畫與動畫。

## 概述
《南總里見八犬傳》初版時是以連載的方式問世，首度出刊於1814年（文化11年），直到1842年（天保13年）才完結，歷經28年才完成。撰寫期間作者曲亭馬琴甚至不幸失明，但仍以親自口述他人筆錄的方式完成作品。全書共98卷、106冊，是日本古典文學史上最長篇的巨著。當時每年發行量約500套，但由於這套書也有在租書店出借，因此實際上閱讀過這套書的讀者遠比書本的發行量多。曲亭馬琴的《南總里見八犬傳》與上田秋成《雨月物語》等書，被共同推舉為江戶時代戲作文學的代表作，或以武家（武士）文學的代表作身份，與公家（貴族）文學代表作的《源氏物語》並論。

## 故事簡介
八犬傳的故事背景設定在日本戰國時代、室町時代中期，主舞台位於安房國境，也就是今日千葉縣南端。
安房領主（大名）里見義實的女兒伏姬公主由於受到玉梓（謀殺瀧田城主神光弘的逆臣山下定包之小妾）死前的詛咒，被自己飼養的愛犬八房（其實是被玉梓的怨靈附身）帶到深山中，以夫婦的身份一同生活。有一日，伏姬被突然來拜訪的仙童告知她已懷有畜生的孩子，因此羞愧自殺。在她自殺的瞬間，肚中所懷的孩子以「氣」的型態飛散，與伏姬所配戴、夾有八顆寫著美德文字在其中的念珠結合，向高空中飛去並向四面八方散開。本來與伏姬有婚約的金碗大輔，為了拯救伏姬而進入深山尋人正好撞見此幕，之後帶著剩下的一百顆珠子所串成的念珠，剃度出家成為大法師，開始步上流浪的旅途尋找這八顆飛散的寶珠。
而在伏姬去世之後，關八州（今日的關東）各地陸續有姓氏中有個「犬」字、天生身上就長著牡丹形痣（八房身上同時有八顆牡丹痣）的年輕人出生，他們是以伏姬身上的「氣」轉生為人的八房與伏姬之子們，也就是故事主角的八犬士。
被宿命所引導，因為在各種場合中的遭遇而逐漸聚集的八犬士，最後都來到里見家任官。在里見家受到包括扇谷上杉定正在內的許多大名武將聯合組成的大軍攻擊之際，於水陸兩面大肆活躍的八犬士終於在戰鬥中獲勝，最後成為守護里見家的城主們。

## 主要人物

### 八犬士
里見八犬傳的主角是八個由念珠轉生的武士，他們在出生時隨身就攜帶著裡面會浮現文字的念珠，分別代表仁、義、禮、智、忠、信、孝、悌八種美德，並且在身上的某部位會存在一牡丹形狀的痣。八犬士的出身地各有不同也互不相識，但姓氏都是以「犬」字起頭，且同樣都會背負一種與本身所持美德相違背的悲劇背景，而被迫離開原本的生活步上流浪之途，並且逐一相遇結識並且同行。八犬傳的作者曲亭馬琴在這些人物的個性與遭遇中埋入許多與儒家或佛家意念相關的伏筆或隱喻，因此這些錯綜複雜的人際關係也成為日後一些文學分析者津津樂道的話題。
八名犬士分別為：
- 犬塚 信乃 戍孝（いぬづか しの もりたか）
  - 持有「孝」字寶珠，牡丹印記位於手臂。出身於武藏國大塚，父親是鄉士犬塚番作。父親死後，信乃持父親留下的寶刀村雨丸前往下總國古河公方，被足利成氏懷疑是贗品，被迫在芳流閣與犬飼現八決鬥[1][2]。
- 犬川 莊助 義任（いぬかわ そうすけ よしとう）
  - 持有「義」字寶珠，牡丹印記從頸部一直到右肩。出身於伊豆國北條，父親是莊官犬川則任。父親死後，莊助隨母親流浪到武藏國，後被信乃的姑父大塚蟇六收養，成為大塚家僕人，取假名額藏[3][4]。
- 犬山 道節 忠與（いぬやま どうせつ ただとも）
  - 持有「忠」字寶珠，牡丹印記位於左肩。出身於武藏國，父親是被關東管領扇谷定正滅掉的練馬家的家臣犬山道策，妹妹是年幼時曾與信乃定親的濱路。學習過隱行五遁技術，尤其擅長火遁。曾以寂寞道人肩柳為名到處流浪，並一直為了復仇在尋找扇谷定正[5][6]。
- 犬飼 現八 （いぬかい げんぱち のぶみち）
  - 持有「信」字寶珠，牡丹印記位於右臉。幼名玄吉。出身於安房國，父親是普通百姓糠助，後被足利成氏的家臣犬飼見兵衛收養。與信乃在古河城芳流閣決鬥時並不知道對方也是犬士[7][8]。
- 犬田 小文吾 悌順（いぬた こぶんご やすより）
  - 持有「悌」字寶珠，牡丹印記位於臀部。出身於下總國行德，父親是開旅館的文吾兵衛，妹妹是沼藺，外甥是犬江親兵衛。與犬飼現八是乳兄弟，後在行德巧遇決鬥後沿利根川漂流而下的信乃與現八。體力過人，可以徒手抓住野豬和暴躁的牛[9][10]。

- 犬江 親兵衛 仁（いぬえ しんべえ まさし）
  - 持有「仁」字寶珠，牡丹印記位於腰部。出身於下總國市川。出生時左手握有寶珠，幼名大八。父親是山林房八，母親是沼藺，舅舅是犬田小文吾。父母死後被黑雲抓走，之後被伏姬的魂魄在岩洞中養大，9歲的時候就能與上總國館山城城主蟇田素藤和尼姑妙椿戰鬥。在八犬士中年紀最小，但最早來到里見家[11][12]。
- 犬阪 毛野 胤智（いぬざか けの たねとも）
  - 持有「智」字寶珠，牡丹印記位於右肘。出身於相模國。父親是千葉介自胤的家老粟飯原胤度。因隨母親加入田樂舞團而善於變裝，曾偽裝成少女、貌似僧人的魔術師等接近殺父仇人馬加大記，最後假扮成女田樂舞師旦開野在對牛樓成功復仇。後成為里見家的軍師[13][14]。
- 犬村 大角 禮儀（いぬむら だいかく まさのり）
  - 持有「禮」字寶珠，牡丹印記位於臀部。幼名角太郎。出身於下野國，父親是赤岩一角，但在大角小時候就被貓妖咬死並取而代之。後被犬村鄉士犬村儀清收養，娶其女雛衣為妻。與其他犬士相遇後才知道赤岩一角的真身是貓妖，後成功為父親和妻子報仇[15][16]。

## 後世改編
雖然《南總里見八犬傳》在出版當時是以流行的讀本文體撰述，但在經過百年後其過於龐大的篇章份量與較古老的文辭使用已逐漸不適合後世的讀者閱讀。故有許多作家或編劇家陸續以這套作品為基礎改編為現代的白話文版本，或甚至以此為基礎改編為電視連續劇、電影、人偶劇、歌舞伎戲碼乃至於漫畫、動畫等影像化的作品型態。八犬傳首次登上大螢幕是在1938年，一部分為前後編的二集版電影，首度登上小螢幕則是1973年至1975年間，NHK所播放的一系列人形劇（傀儡戲）《新八犬傳》。
但是，真正將此故事推向世界舞台的應屬編劇家鎌田敏夫在1982年所撰寫的改編版小說《里見八犬傳》，與以其為基礎所翻拍的電影《里見八犬傳》（1983年角川映畫發行），此片也順道捧紅了參與演出的藥師丸博子（薬師丸ひろ子）與真田廣之等日本知名演員。該片的英文版（片名：Legend of the Eight Samurai，八武士傳說，聯美United Artists發行）在北美地區上映時，其由美國歌手約翰·歐班諾（John O'Banion）所演唱的同名主題曲《里見八犬傳》（Satomi Hakken-Den，1983年）是該年的排行榜冠軍曲之一，也是懷舊1980年代老歌時最常被提及的歌曲之一。然而由於配合電影簡短的播放時間整個故事已經過大幅度的改編，無論是人物設定或劇情重點，都與原作的《南總里見八犬傳》出入頗大。
在一系列《南總里見八犬傳》的改編作品中，最新的詮釋版本是2006年1月時，日本TBS為了慶祝開台50週年慶所拍製、總片長5小時的迷你影集《里見八犬傳》。
台灣在1964年曾改編成台語電影《八貓傳》。1991年，台灣華視還曾改編成43集台語連續劇《忠義八犬傳》。

## 中文譯本

### 林敏生譯本
鎌田敏夫改寫版本的小說曾被翻譯為體中文版本，由皇冠出版社發行（1988年，譯者林敏生）。

### 李樹果譯本
李树果以1910年日本國民文庫四卷本為底本，參照1990年岩波書店的文庫版十卷本翻译的简体中文版于1992年由南开大学出版社出版。

## 外部連結
- （日語）南總里見八犬傳本文文字檔（页面存档备份，存于）
- （日語）（英文）白龍亭（八犬傳愛好者私人網站）（页面存档备份，存于）